# Need for Speed: ProStreet
Need for Speed: ProStreet (с англ. — «Жажда скорости: Про-Стрит») — компьютерная игра серии Need for Speed в жанре аркадного автосимулятора, разработанная студиями EA Black Box, Exient Entertainment и IronMonkey и изданная компанией Electronic Arts в 2007 году для консолей, компьютеров и мобильных телефонов. В России игра была издана компанией «1С-СофтКлаб», озвученная на русский язык Николаем Фоменко. Это одиннадцатая часть серии.
В Need for Speed: ProStreet используется абсолютно новый движок. Акцент в игре смещён с аркадных гонок к реалистичным соревнованиям. Функция «Autosculpt», впервые представленная в Need for Speed: Carbon, претерпела ряд изменений. В ProStreet появилась реалистичная система повреждений, вплоть до полного уничтожения автомобиля, отсутствовавшая во многих предыдущих частях серии. Была убрана полиция и возможность свободной езды. Также в игре появилось разделение автомобилей по гоночным классам и характеристикам, вследствие чего для тех или иных гонок необходимо иметь подходящие по требованиям автомобили.
Это первая игра Need for Speed, которая была в первую очередь разработана для консолей с высоким разрешением, таких как Xbox 360 и PlayStation 3, хотя также были выпущены версии для Microsoft Windows, PlayStation 2 и Wii. В игре представлен новый физический движок, который позволяет автомобилям управляться более реалистично и получать повреждения в авариях, а также введена функция аэродинамической трубы, с помощью которой игроки могут увидеть, как работает аэродинамика их автомобиля. Музыкант Junkie XL был нанят для написания музыки к игре. Для игры было выпущено несколько пакетов загружаемого контента, в которых было добавлено больше автомобилей, трасс и гонок.
Разработка игры велась параллельно с Need for Speed: Carbon и длилась два года. Команда решила сменить концепцию уличных гонок на легальные соревнования с целью привлечения большей аудитории.
После выхода Need for Speed: ProStreet получил смешанные отзывы от игровой прессы. Из достоинств отмечались графика, тюнинг и большой выбор автомобилей, но критике подвергались игровой процесс, искусственный интеллект и сюжет. Многочисленные онлайн-функции игры и возможности настройки автомобиля были отмечены как одни из её сильных сторон. ProStreet, по данным Electronic Arts, не оправдал ожиданий по продажам. Портативные адаптации для мобильных телефонов, Nintendo DS и PlayStation Portable выпускались с переменным успехом. Они сильно отличаются от своих аналогов для консолей и ПК, предлагая более простую механику игрового процесса и меньшее количество функций. На 2009 год было продано 2,4 миллионов экземпляров Need for Speed: ProStreet, а на данный момент игра продалась тиражом в 7 миллионов копий.

## Игровой процесс
Основным режимом в Need for Speed: ProStreet является «Карьера», где игрок участвует в уик-эндах, в каждом из которых необходимо выиграть определённое количество гонок. По сюжету Райан Купер покончил с уличными гонками и собирался участвовать в легальных соревнованиях; он познакомился с гонщиком Рё Ватанабе (Даррен Дал и Джо Мэй) — Королём финалов, который невзлюбил Купера и не посчитал его достойным участником, несмотря на постоянные победы последнего в заездах, и Райан стал стремиться победить Рё и получить титул лучшего гонщика различных легальных организаций. Всего в игре присутствуют три больших гоночных организаций: Battle Machine, React Team Sessions и Super Promotion. В уик-эндах за прохождение гонок даются очки в зависимости от того, насколько хорошо игрок проехал трассу. В большинстве уик-эндов при получении половины требуемого количества очков присуждается титул «Победа», после чего игрок должен выбрать один из пяти маркеров, в которых могут содержаться жетоны ремонта, тюнинг, призовые деньги и жетон автомобиля. Во всех уик-эндах при достижении требуемого количества очков присуждается титул «Лидер», после чего игрок выбирает один из призовых маркеров. После получения этого титула игрок может продолжить участие в уик-энде или выйти из него. В случае выхода очки, заработанные в уик-энде, теряются. Некоторые уик-энды являются отборочными — в них игроку даются определённые автомобили от организаторов, и за их ремонт не нужно платить. Чтобы продвигаться по «Карьере», необходимо выигрывать в уик-эндах и их финалах, после прохождения которых открываются новые автомобили в автосалоне.
В «Карьере» есть Короли гонок — гонщики, которые являются мастерами в своих типах гонок: король Грипа — Рей Кригер, король Дрэга (королева, так как девушка) — Кэрол Монро, король Дрифта — Аки Кимура, и король Скорости — Нейт Денвер. Игроку надо проходить определённые гонки и поставить 10 рекордов в каждом типе, чтобы доказать им своё мастерство и вызвать их на дуэль, который проходит на определённом месте в виде одного этапа с тремя гонками, а у Короля финалов — два этапа с пятью гонками. Король ставит на кон свой титул и автомобиль с уникальной готовой конфигурацией. Если игрок победит определённого Короля, он становится на его место, а если победит всех пятерых Королей гонок, ему присуждается титул Короля Стрита. Помимо самих Королей гонок, в игре есть гонщики из их команд. Гонщики из этих команд ездят лучше обычных и встречаются на протяжении всей Карьеры. Чем больше пройдено Карьеры, тем сложнее их победить. Гонщики из этих команд всегда выступают с уникальным стайлингом в стиле их Королей.
Главным нововведением Need for Speed: ProStreet является система повреждений, которая не только отображается в виде деформации на кузове автомобиля, но и влияет на его технические характеристики и поведение на трассе. При лёгких повреждениях автомобиль деформируется внешне, что влияет на аэродинамику автомобиля. При тяжёлых повреждениях страдает двигатель и ходовая часть, что существенно ухудшает поведение автомобиля на трассе. В случае аварии автомобиль выходит из строя. После гонок повреждённый автомобиль нужно ремонтировать за деньги или за жетон ремонта. Чем сильнее повреждён автомобиль, тем дороже обойдётся ремонт. При лёгких и тяжёлых повреждениях автомобиль можно отремонтировать за жетон ремонта, а при авариях — за жетон полного ремонта. Кроме того, повреждённый автомобиль невозможно модифицировать до ремонта.
Тюнинг автомобилей в Need for Speed: ProStreet имеет ряд нововведений. Изменение бамперов, капота и спойлера влияет на прижимную силу автомобиля, что сказывается на его скорости и управляемости. Также в игре появилась возможность изменения отдельно передних и задних колёс, каркаса безопасности (влияет на устойчивость автомобиля к повреждениям) и сидений, однако разнообразие запчастей стало меньше по сравнению с предыдущими частями серии. В тюнинге производительности представлено большое количество настроек двигателя, тормозов, коробки передач и подвески, которые надо настраивать в соответствии с типами гонок для получения лучшего результата. Всего можно настроить три конфигурации автомобиля с разным тюнингом, а призовые автомобили имеют предустановленную конфигурацию с уникальными запчастями.

### Типы гонок

#### Грип
В этих гонках участники выступают на закрытых кольцевых трассах. В зависимости от типа подразделяют на грип, грип (класс), участки и заезд на время.
- Грип. Обычная кольцевая гонка, 8 участников, от 2 до 5 кругов.
- Грип (Класс). От обычного грипа отличается тем, что участники заезда разделены на две группы в соответствии с мощностью двигателя (группа А — первые четыре автомобиля с наименьшей мощностью, и группа Б — оставшиеся автомобили). Цель гонки — та же, но здесь гонщик соревнуется только с соперниками из своей группы, игнорируя другую, однако обе группы проводят заезд одновременно.
- Участки. В этом виде участвуют четыре гонщика, стартующие поочерёдно. Трасса поделена на четыре участка, за прохождение которых гонщики получают очки. При въезде на участок начинается обратный отсчёт очков, по окончании участка остаток записывается на счёт гонщика. При дальнейшем прохождении трассы гонщик стремится улучшить свои результаты на участках, либо превзойти результаты соперников. Если игроку не удалось превзойти рекорд участка (свой или соперника), то полученные очки к счёту не прибавляются. Также игрок получает бонусные 500 очков, если ему удалось побить рекорд на всех участках. В данном соревновании всегда три круга.
- Заезд на время. Количество участников и способ старта — такой же, как и в участках. Цель гонки — показать лучшее время круга на протяжении трёх кругов.

#### Дрэг
Здесь участники выступают на непродолжительных прямых дорогах, причём одновременно могут выступать только 2 участника. В зависимости от типа, подразделяют на дрэг (1/4 мили), дрэг (1/2 мили) и вилли.
- Дрэг (1/4 мили). Классический дрэг. Гонка состоит из трёх заездов, гонщики соревнуются попарно. Цель гонки — показать наименьшее время прохождения дистанции (в любом из трёх заездов). В случае аварии гонку придётся начинать с самого начала.
- Дрэг (1/2 мили). От классического отличается лишь вдвое большей длинной дистанции. Здесь от машины требуется не только пушечное ускорение, но и приличная максимальная скорость.
- Вилли. Тот же дрэг на четверть мили, но здесь целью гонки является не время, а расстояние — необходимо как можно дальше проехать на задних колёсах. В связи с этим появляются требования к машине — задний привод, некоторый тюнинг подвески и мощность, достаточная для поднятия авто на задние колёса. Отсчёт расстояния заканчивается, как только передние колёса коснутся асфальта.

#### Дрифт
На турнире по индивидуальному дрифту участники выступают по очереди, выполняя по три заезда. Каждому гонщику начисляются очки в зависимости от скорости, угла и продолжительности заноса. В счёт идёт результат лучшего заезда. Для участия в дрифте требуется автомобиль с задним приводом. В сетевой игре участники выступают парами, но суть заезда не меняется.

#### Скорость
В этих заездах участники выступают на немного извилистых незамкнутых трассах. Это самый опасный вид гонок, так как вероятность разбить машину очень велика. В зависимости от типа подразделяют на скоростные гонки и максимальная скорость.
- Скоростные гонки. Гонка из пункта А в Б. Это самый опасный вид гонок. Ваша задача — прийти к финишу первым.
- Максимальная скорость. Здесь нужно развить как можно большую скорость. Скорость фиксируется на нескольких контрольных точках и суммируется. Чем больше суммарная скорость, тем больше шансов на победу.

### Режимы
Помимо «Карьеры», которая служит для прохождения игры, присутствуют несколько дополнительных режимов.
В режиме «Уик-Энд» игрок может самостоятельно создавать уик-энды с различными типами и количеством состязаний, а также условиями для выбора автомобилей и достижения определённого количества очков. В версиях для Windows, PlayStation 3, Xbox 360, Nintendo DS и PlayStation Portable присутствует игра по локальной сети или через Интернет; помимо прочего, игроки могли публиковать созданные уик-энды в сети и делиться своими результатами в гонках. В настоящее время сервера для онлайн-игры закрыты. В версиях для консолей Wii и PlayStation 2 режим сетевой игры отсутствует, однако имеется режим для двух игроков с технологией разделённого экрана, который также присутствует в версиях для Xbox 360 и PlayStation 3.

## Разработка игры
ProStreet был разработан EA Black Box как продолжение Need for Speed: Carbon. В отличие от своих непосредственных предшественников, которые были сосредоточены на современной сцене нелегальных уличных гонок, ProStreet был задуман как интерпретация того, куда движется культура. Потратив много времени на ознакомление со сценой, Black Box пришел к выводу, что культура отдаляется от улиц и становится более организованной, потому что наказания за уличные гонки слишком суровы. Это привело к более сильному акценту на характеристиках автомобиля и навыках вождения, без внешних факторов, таких как пробки и полицейские погони. По словам продюсера Эндрю Хана, основная идея игры заключалась в том, чтобы предоставить «полный испытательный полигон». Разработка игры началась в начале 2006 года той же командой, которая руководила производством Need for Speed: Most Wanted. Команда разработчиков изначально состояла из 20 человек, которые не работали над Carbon, но постепенно к июню 2007 года она выросла до более чем 100 человек.
ProStreet — первая игра Need for Speed, которая была в первую очередь разработана для консолей с высоким разрешением, таких как Xbox 360 и PlayStation 3. В результате команде разработчиков пришлось урезать графические функции, чтобы заставить её работать на менее мощном оборудовании, таком как PlayStation 2 и Wii. Это был процесс, обратный тому, что команда делала с предыдущими играми, которые в первую очередь разрабатывались для PlayStation 2 и оригинальной Xbox, а затем переносились на их преемников с более высокой точностью. Почти двухлетний цикл разработки игры дал разработчикам время для создания технологий для системы повреждений автомобиля и эффектов дыма. Новый физический движок был специально создан для игры, что потребовало от команды физиков сбора реальных данных с испытательного трека Porsche в Лейпциге, Германия. Хотя автомобили ведут себя реалистично, визуальные средства и системы, такие как антиблокировочная система торможения, управление стабильностью и контроль тяги, которые можно включить по желанию, были разработаны, чтобы сделать игру доступной для игроков, не являющихся энтузиастами гонок. Поскольку в игре представлены лицензированные автомобили, которые могут полностью попадать в аварии, полный ущерб и настройка должны были быть одобрены их производителями.
Звуковая команда из 12 человек провела несколько месяцев, прослушивая автомобили, чтобы записать громкие звуковые эффекты, необходимые для игры. В конечном счете, гоночные автомобили без глушителей, такие как Chevrolet Corvette C6.R, Cadillac CTS-V и Dodge Viper, были признаны лучшим выбором. Хотя автомобильные двигатели, турбонагнетатели и шины были записаны индивидуально с реальных автомобилей, звуковые эффекты, такие как свист и грохот, являются синтетическими. Например, аварии записывались в несколько слоев, сочетая падения автомобилей с кранов и удары по металлу в студии, а затем редактировали на этапе постпродакшна. Поскольку представленный в игре Nissan GT-R ещё не поступил в продажу, его звуковые эффекты были созданы на основе записей других автомобилей. Новая звуковая система при столкновении была создана для поддержки функции моделирования повреждений в игре в реальном времени, что позволяет деталям автомобиля звучать по-разному при получении повреждений. Также были смоделированы семь типов поверхности, в результате чего столкновения звучали по-разному в зависимости от поверхности, на которую попали игроки, даже если они ударили по ней совершенно одинаково.
Игровая система Autosculpt, которая была представлена в Carbon как опция визуальной настройки, позволяющая игрокам лепить части кузова своей машины, была улучшена, поэтому она влияет на производительность автомобиля. Это было дополнено функцией аэродинамической трубы, которая позволяет игрокам увидеть, как работает аэродинамика их автомобиля. Искусственный интеллект стал более агрессивным, что позволило противникам, управляемым компьютером, разбивать машины в авариях. Онлайн-функции были расширены и улучшены за счет асинхронного игрового процесса, что позволило игрокам соревноваться друг с другом, не находясь в сети в одно и то же время. Австралийская модель и бывшая участница конкурса «Большой брат» Кристал Форскатт, а также японская модель Сайоко Охаси были наняты, чтобы выступить в качестве одной из девушек-флагманов игры. Рекламные кадры и видеозаписи анимации Форскатта были сделаны за четыре дня. Хотя для написания музыки к игре был нанят музыкант Junkie XL, ProStreet включает большое количество песен зарубежных исполнителей. Junkie XL тесно сотрудничал с разработчиками, чтобы сделать саундтрек полностью интерактивным и соответствовать стилю лицензированных треков, который варьируется от электронного рока до электроклэша, панк-рока и дэнс-панка.

## Выход и маркетинг
Хотя название игры было раскрыто российским дистрибьютором Soft Club в феврале 2007 года, о ProStreet было официально объявлено 31 мая. Затем игра была представлена на E3 2007, получив номинацию на лучшую гоночную игру на Game Critics Awards. Игровая демонстрация игры была продемонстрирована на Games Convention в августе, а внутриигровой сингл Junkie XL под названием «More» был выпущен в цифровом виде 25 сентября и послужил преддверием его альбома 2008 года. Возвращаясь к вам. Незадолго до выпуска игры демоверсия была доступна для загрузки в Xbox Live и PlayStation Network, а также в Интернете для пользователей Microsoft Windows. В Соединенном Королевстве реклама игры появилась на сайте The Sun Page 3, где топлес-модели позировали с Ferrari. Издательство Electronic Arts позже удалило материал, заявив, что он «пропустил» их надлежащий процесс утверждения.
ProStreet был выпущен для Xbox 360, PlayStation 3, Microsoft Windows, PlayStation 2 и Wii в Северной Америке 14 ноября 2007 года. В Европе игра была выпущена для Xbox 360, PlayStation 3, Microsoft Windows и PlayStation 2 23 ноября и для Wii 30 ноября. В период с ноября 2007 года по февраль 2008 года в Xbox Live и PlayStation Network было выпущено несколько пакетов загружаемого контента для игры. Они расширяют игру новыми автомобилями, трассами и гонками в режиме карьеры. Известные автомобили включают Lamborghini Murciélago LP640, Porsche Cayman S, Shelby GT500, McLaren F1, и Bugatti Veyron 16.4, а новые трассы — Лейпцигский тест. Трек и Токийская скоростная автомагистраль. Одно из обновлений вызвало технические проблемы, такие как зависания и сбои в версиях Microsoft Windows и PlayStation 3. Все сетевые функции игры были прекращены в апреле 2012 года.

## Музыка
Оригинальная музыка Need for Speed: ProStreet была создана композитором Junkie XL, принимавшем участие в создании саундтрека к предыдущим частям серии. Его треки можно услышать во время внутриигрового видео. Помимо этого, в игре присутствуют музыкальные композиции саундтрека от Junkie XL, такие как «More» в четырёх разных вариантах и «Atlantis To Interzone». Кроме Junkie XL, в лицензированном саундтреке ProStreet присутствуют композиции в жанрах рок и техно от таких известных исполнителей, как Airbourne («Blackjack»), Avenged Sevenfold («Almost Easy»), Neon Plastix («On Fire»), Clutch («Power Player»), Digitalism («Pogo»), TV on the Radio («Wolf Like Me»), UNKLE (Restless) и многих других. В настройках игры есть возможность включить или выключить отдельные композиции саундтрека.
После выхода игры 11 декабря 2007 года в продажу в цифровом издании поступил музыкальный альбом с оригинальными композициями от Junkie XL из игры. Кроме того, его музыкальные треки «Dampener Rod» и «Bezel» из Need for Speed: ProStreet вошли в обновление «Legends» для игры Need for Speed 2015 года.
| №                   | Название            | Длительность |
| ------------------- | ------------------- | ------------ |
| 1.                  | «Decalomania»       | 2:42         |
| 2.                  | «Dampener Rod»      | 3:34         |
| 3.                  | «Choke»             | 4:24         |
| 4.                  | «Idle Lever»        | 3:05         |
| 5.                  | «Halogen Blindness» | 3:33         |
| 6.                  | «In The Trunk»      | 3:19         |
| 7.                  | «Clevis»            | 2:58         |
| 8.                  | «Bezel»             | 3:04         |
| 9.                  | «327 - V8»          | 3:26         |
| 10.                 | «Castellated Nut»   | 3:03         |
| Общая длительность: | Общая длительность: | 33:08        |

## Оценки и мнения
| Сводный рейтинг       | Сводный рейтинг                                                                    | Сводный рейтинг                                                          | Сводный рейтинг | Сводный рейтинг                                                          | Сводный рейтинг | Сводный рейтинг                                                                    | Сводный рейтинг                                                                    | Сводный рейтинг |
| Издание               | Оценка                                                                             | Оценка                                                                   | Оценка          | Оценка                                                                   | Оценка          | Оценка                                                                             | Оценка                                                                             | Оценка          |
| Издание               | DS                                                                                 | PC                                                                       | PS2             | PS3                                                                      | PSP             | Wii                                                                                | Xbox 360                                                                           | Мобильные       |
| --------------------- | ---------------------------------------------------------------------------------- | ------------------------------------------------------------------------ | --------------- | ------------------------------------------------------------------------ | --------------- | ---------------------------------------------------------------------------------- | ---------------------------------------------------------------------------------- | --------------- |
| GameRankings          | 74,83 %                                                                            | 69,12 %                                                                  | 60,64 %         | 72,87 %                                                                  | 60,38 %         | 63,94 %                                                                            | 72,17 %                                                                            | N/A             |
| Metacritic            | 74/100                                                                             | 70/100                                                                   | 62/100          | 73/100                                                                   | 57/100          | 61/100                                                                             | 72/100                                                                             | N/A             |
| MobyRank              | N/A                                                                                | 75/100                                                                   | 65/100          | 73/100                                                                   | 63/100          | 60/100                                                                             | 71/100                                                                             | N/A             |
| Иноязычные издания    |                                                                                    |                                                                          |                 |                                                                          |                 |                                                                                    |                                                                                    |                 |
| Издание               | Оценка                                                                             | Оценка                                                                   | Оценка          | Оценка                                                                   | Оценка          | Оценка                                                                             | Оценка                                                                             | Оценка          |
| Издание               | DS                                                                                 | PC                                                                       | PS2             | PS3                                                                      | PSP             | Wii                                                                                | Xbox 360                                                                           | Мобильные       |
| 1UP.com               | N/A                                                                                | 8/10                                                                     | N/A             | 8,5/10                                                                   | 6,5/10          | N/A                                                                                | 8,5/10                                                                             | N/A             |
| Edge                  | N/A                                                                                | N/A                                                                      | N/A             | N/A                                                                      | N/A             | N/A                                                                                | 6/10                                                                               | N/A             |
| EGM                   | N/A                                                                                | N/A                                                                      | N/A             | 7,67/10                                                                  | N/A             | N/A                                                                                | 7,67/10                                                                            | N/A             |
| Eurogamer             | 7/10                                                                               | N/A                                                                      | N/A             | N/A                                                                      | 3/10            | N/A                                                                                | 5/10                                                                               | N/A             |
| Game Informer         | N/A                                                                                | N/A                                                                      | N/A             | 7/10                                                                     | N/A             | 7/10                                                                               | 7/10                                                                               | N/A             |
| GamePro               | N/A                                                                                | N/A                                                                      | N/A             | N/A                                                                      | N/A             | N/A                                                                                | 4,5 из 5 звёзд · 4,5 из 5 звёзд · 4,5 из 5 звёзд · 4,5 из 5 звёзд · 4,5 из 5 звёзд | N/A             |
| GameRevolution        | N/A                                                                                | N/A                                                                      | N/A             | N/A                                                                      | N/A             | N/A                                                                                | C+                                                                                 | N/A             |
| GameSpot              | N/A                                                                                | 6,5/10                                                                   | 6,5/10          | 7/10                                                                     | 4/10            | 6,5/10                                                                             | 7/10                                                                               | N/A             |
| GameSpy               | 3,5 из 5 звёзд · 3,5 из 5 звёзд · 3,5 из 5 звёзд · 3,5 из 5 звёзд · 3,5 из 5 звёзд | 3 из 5 звёзд · 3 из 5 звёзд · 3 из 5 звёзд · 3 из 5 звёзд · 3 из 5 звёзд | N/A             | 3 из 5 звёзд · 3 из 5 звёзд · 3 из 5 звёзд · 3 из 5 звёзд · 3 из 5 звёзд | N/A             | 1,5 из 5 звёзд · 1,5 из 5 звёзд · 1,5 из 5 звёзд · 1,5 из 5 звёзд · 1,5 из 5 звёзд | 3 из 5 звёзд · 3 из 5 звёзд · 3 из 5 звёзд · 3 из 5 звёзд · 3 из 5 звёзд           | N/A             |
| GamesRadar+           | 7/10                                                                               | N/A                                                                      | N/A             | N/A                                                                      | 8/10            | N/A                                                                                | N/A                                                                                | N/A             |
| GameTrailers          | N/A                                                                                | N/A                                                                      | N/A             | 7,7/10                                                                   | N/A             | N/A                                                                                | N/A                                                                                | N/A             |
| GameZone              | 8/10                                                                               | 7,3/10                                                                   | 7,9/10          | 9/10                                                                     | 8,5/10          | 6,3/10                                                                             | 9/10                                                                               | N/A             |
| IGN                   | 7,9/10                                                                             | 6,9/10                                                                   | 6,2/10          | 6,8/10                                                                   | 5/10            | 6,2/10                                                                             | 6,8/10                                                                             | 7/10            |
| Nintendo Power        | N/A                                                                                | N/A                                                                      | N/A             | N/A                                                                      | N/A             | 8/10                                                                               | N/A                                                                                | N/A             |
| Nintendo World Report | 7/10                                                                               | N/A                                                                      | N/A             | N/A                                                                      | N/A             | 6/10                                                                               | N/A                                                                                | N/A             |
| ONM                   | N/A                                                                                | N/A                                                                      | N/A             | N/A                                                                      | N/A             | 66/100                                                                             | N/A                                                                                | N/A             |
| OXM                   | N/A                                                                                | N/A                                                                      | N/A             | N/A                                                                      | N/A             | N/A                                                                                | 8/10                                                                               | N/A             |
| PC Gamer (UK)         | N/A                                                                                | 55/100                                                                   | N/A             | N/A                                                                      | N/A             | N/A                                                                                | N/A                                                                                | N/A             |
| Play (UK)             | N/A                                                                                | N/A                                                                      | N/A             | N/A                                                                      | N/A             | N/A                                                                                | 8/10                                                                               | N/A             |
| TeamXbox              | N/A                                                                                | N/A                                                                      | N/A             | N/A                                                                      | N/A             | N/A                                                                                | 9/10                                                                               | N/A             |
| VideoGamer            | N/A                                                                                | N/A                                                                      | N/A             | 6/10                                                                     | N/A             | N/A                                                                                | N/A                                                                                | N/A             |
| Русскоязычные издания |                                                                                    |                                                                          |                 |                                                                          |                 |                                                                                    |                                                                                    |                 |
| Издание               | Оценка                                                                             | Оценка                                                                   | Оценка          | Оценка                                                                   | Оценка          | Оценка                                                                             | Оценка                                                                             | Оценка          |
| Издание               | DS                                                                                 | PC                                                                       | PS2             | PS3                                                                      | PSP             | Wii                                                                                | Xbox 360                                                                           | Мобильные       |
| Absolute Games        | N/A                                                                                | 76 %                                                                     | N/A             | N/A                                                                      | N/A             | N/A                                                                                | N/A                                                                                | N/A             |
| «PC Игры»             | N/A                                                                                | 6,5/10                                                                   | N/A             | N/A                                                                      | N/A             | N/A                                                                                | N/A                                                                                | N/A             |
| «Игромания»           | N/A                                                                                | 8/10                                                                     | N/A             | N/A                                                                      | N/A             | N/A                                                                                | N/A                                                                                | N/A             |
| «Страна игр»          | N/A                                                                                | 7/10                                                                     | N/A             | N/A                                                                      | N/A             | N/A                                                                                | N/A                                                                                | N/A             |

После выхода Need for Speed: ProStreet была неоднозначно воспринята рецензентами. На сайте GameRankings игра имеет среднюю оценку 74,83 % для версии на Nintendo DS, 69,12 % — для PC, 60,64 % — для PlayStation 2, 72,87 % — для PlayStation 3, 60,38 % — для PSP, 63,94 % — для Wii и 72,17 % для версии на Xbox 360.
Различные оценки получил геймплей. Михаил Калинченков, критик сайта AG.ru, отметил некоторые недоработки. По словам обозревателя, «к середине игры чувство „хочется пройти“ перерастает в „надо осилить“». Критике подверглись гоночные режимы (в частности, дрифт) и несбалансированный AI. Тем не менее, из значительных достоинств игры рецензент отметил её свежую для серии концепцию.
Критики в основном положительно оценили музыку из Need for Speed: ProStreet. Обозреватель сайта IGN отметил, что «саундтрек не так уж плох». Рецензент из GameSpot счёл музыку однообразной и не привлекательной, заявив: «Вы будете слышать одни и те же песни десятки и десятки раз по ходу довольно длинной карьеры». В целом разделил мнение своих коллег Игорь Асанов, представитель российского журнала «Игромания», при этом сказав, что саундтрек «наконец-то выполнен на твёрдую четвёрку»: «Ничего гениального нам в этот раз не приготовили, звёздных имён практически нет, но и желания немедленно выключить музыку тоже не возникает».
Тот факт, что ProStreet сочетает в себе элементы симулятора и аркадных гонок, сбил некоторых критиков с толку. GameRevolution посчитала, что средства навигации в игре слишком отвлекают и неинтуитивны, в то время как IGN отметил, что физика вождения недостаточно реалистична, заявив, что автомобили очень не хотят поворачивать. Напротив, 1Up.com высоко оценил новый физический движок, потому что в игру вступает больше переменных, что придает игре гораздо большую глубину. Nintendo Life отметила, что, хотя элементы управления движением в версии для Wii работали хорошо, они не были такими отзывчивыми, как в Excite Truck от Nintendo. Некоторые критики сочли игровой процесс очень повторяющимся, особенно во время Drag Races. Eurogamer объяснил, что каждый из них включает в себя несколько раундов прогрева автомобильных шин перед началом гонки, которая длится всего несколько секунд, в результате чего игроки быстро теряют интерес. Возможности настройки автомобиля и новая система Auto-sculpt придали игре большую глубину.
Версия для Xbox 360 была осуждена за её методы монетизации, которые позволяют игрокам в качестве альтернативы улучшать и покупать автомобили с помощью Microsoft Points вместо внутриигровых денег. Тот факт, что Microsoft Points также дает игрокам возможность покупать любую машину в любой момент в режиме карьеры в игре, подвергался критике за нарушение баланса игровой механики, поскольку это позволяет игрокам легко проходить ранние курсы с более мощными автомобилями. Онлайн-функции были отмечены как одна из лучших сторон ProStreet. Критики отметили, что гибкость опций, система лидеров, а также возможность создавать события и делиться чертежами делают игру очень социальной. Не менее высокую оценку получили асинхронные многопользовательские события, поскольку они позволяют игрокам соревноваться, не беспокоясь о разнице в часовых поясах.

## Продолжения

### Need for Speed: Undercover — Райан Купер
Need for Speed: Undercover — компьютерная игра серии Need for Speed в жанре аркадных автогонок, изданная компанией Electronic Arts для игровых консолей, персональных компьютеров и мобильных устройств в ноябре 2008 года. В России Need for Speed: Undercover была издана компанией «1С-СофтКлаб» полностью на русском языке.
Эта часть продолжает историю главного героя ProStreet — Райана Купера. В середине игры, после одной из гонок, полицейский по связи говорит, что задержал молчаливого гонщика в шлеме, судя по ID которого, его зовут Райан Купер.

### Need for Speed: Shift (PSP)
Портативная версия Need for Speed: Shift прямо продолжает историю королей гоночных дисциплин из ProStreet. Например, королева дрэга — Кэрол Монро, стала гонять в других видах гонок (дрифт, спринт) на Honda S2000 или главный антагонист ProStreet теперь гоняет на Koenigsegg CCX. Он в портативной Shift самый сильный босс в игре.